# Stenoprora eurycycla
Stenoprora eurycycla är en fjärilsart som beskrevs av Turner 1936. Stenoprora eurycycla ingår i släktet Stenoprora och familjen nattflyn. Inga underarter finns listade i Catalogue of Life.